# World War III (Film)
World War III (Originaltitel: جنگ جهانی سوم) ist ein iranischer Thriller von Houman Seyyedi aus dem Jahr 2022, der vom Iran für den Oscar in der Kategorie Bester internationaler Film vorgeschlagen wurde.

## Inhalt
Shakib ist ein obdachloser Tagelöhner, der vor Jahren seine Frau und seinen Sohn bei einem Erdbeben verloren hat. Seit einigen Jahren ist er mit der taubstummen Ladan zusammen. Die Baustelle, auf der er arbeitet, entpuppt sich als Drehort für einen Film über den Holocaust. Entgegen aller Widrigkeiten erhält er ein Haus und die einmalige Gelegenheit, Adolf Hitler zu spielen. Als Ladan von seiner Filmrolle und dem Haus erfährt, kommt sie zu seinem Arbeitsplatz, um ihn um Hilfe und eine Unterkunft zu bitten. Shakibs Plan, sie zu verstecken, scheitert und droht, seine Chance auf eine Zukunft zu zerstören.

## Produktion
Am 11. Mai 2021 gab Regisseur Houman Seyyedi bekannt, dass er nicht in der Serie Das Geheimnis des Überlebens (2022) von Saeed Aghakhani und Ehsan Zalipour auftreten werde, da er in die Produktion seines neuen Films eingebunden sei. Am 4. Juli wurde bekannt gegeben, dass der Titel von Seyyedis neuem Film World War III lauten würde und dass sich dieser bereits seit einigen Tagen in der Vorproduktion befinde. Zudem wurde Mohsen Tanabandeh als erster Schauspieler des Films vorgestellt, einige Mitglieder der Filmcrew wurden ebenfalls genannt, und es wurde angekündigt, dass die Dreharbeiten im September beginnen sollten. Außerdem wurde bekannt, dass der Internet-Streaming-Dienst Namava in das Projekt investieren werde.
Am 4. September wurde bekannt gegeben, dass Seyyedi die Lizenz für das Projekt Der Dritte Weltkrieg erhalten habe und die Dreharbeiten bald beginnen würden. Im Oktober 2021 wurden die Schauspieler, Drehbuchautoren und das Filmteam vorgestellt, und es wurde bekannt gegeben, dass die Dreharbeiten begonnen hätten und im Norden Irans stattfänden. Einige Mitglieder der Crew hatten zuvor bereits mit Seyyedi an den Filmen Sheeple (2019) und Geständnisse meines gefährlichen Geistes (2015) zusammengearbeitet.

## Veröffentlichung
World War III entstand mit finanzieller Unterstützung des Streamingportals Namava, das zum ersten Mal in die Produktion eines Filmprojekts einstieg. Es war zudem die zweite Zusammenarbeit zwischen Seyyedi und Namava nach der Serie Der Frosch (2020–2021).
Der Film feierte am 6. September 2022 bei den Internationalen Filmfestspielen von Venedig im Wettbewerb Orizzonti Premiere. In dessen Umfeld gab es Proteste zur Freilassung iranischer Regisseure. Der Film wurde kurz darauf vom Iran für den Oscar in der Kategorie Bester internationaler Film vorgeschlagen. Dabei setzte er sich gegen The Situation of Mehdi von Hadi Hejazifar, Dolphin Boy von Mohammad Kheyrandish, No Prior Appointment von Behrouz Shoaybi und Subtraction von Mani Haghighi durch.

## Rezeption
Jonathan Holland für Screen Daily: „Die Zeiten mögen sich ändern, sagt uns Seyedi, aber die Art und Weise, wie Macht ausgeübt wird, bleibt dieselbe, und es gibt immer jemanden am unteren Ende der Pyramide, der sich weigert, vergessen zu werden. In einem dieser flüchtigen Momente aufschlussreicher Dialoge, in denen World War III brilliert, wird Shakib vom Regisseur gefragt, ob er weiß, wer Hitler war: Seine Antwort lautet nein. Dieser verstörende Film suggeriert, dass jeder, der nicht weiß, wer Hitler war, selbst zu einem Hitler werden kann.“
Tram Ngo für ICS: „In den Händen eines erfahreneren Drehbuchteams [...] hätte World War III eine scharfsinnige Charakterstudie eines Mannes werden können, der sich übernommen hat, während der Film in eine Tragödie mündet. Aber Ladan ist eine so flache, glanzlose Figur, und Shakib erhält nicht genügend Motivation für seinen Charakter, warum er bereit ist, alles zu riskieren. Wir sehen, wie er sie jedes Mal, wenn Farshid an die Tür des Roten Hauses klopft, wild unter den Holzdielen versteckt. Aber was Shakib in ihr sieht, bleibt unklar. Und so hatte ich mich zum Zeitpunkt des Höhepunkts des Films [...] bereits ausgeklinkt, da jegliche emotionale Bindung, die ich zu Shakibs Leben hatte, längst verschwunden war.“

## Auszeichnungen (Auswahl)
- 2022: Internationale Filmfestspiele von Venedig im Wettbewerb Orizzonti für: Bester Film und Bester Hauptdarsteller für Mohsen Tanabandeh
- 2022: Asian World Film Fest in den Kategorien Bester Film und Bester Hauptdarsteller für Mohsen Tanabandeh
- 2022: Tokyo International Film Festival: Spezialpreis der Jury
- 2022: Internationales Filmfestival von Stockholm in der Kategorie Bester Film
- 2023: Septimius Award in der Kategorie Bester asiatischer Film
- 2023: Luxemburg Film Festival: FIPRESCI-Preis
- 2023: International Istanbul Film Festival im Hauptwettbewerb